# Resolució 1937 del Consell de Seguretat de les Nacions Unides
La Resolució 1937 del Consell de Seguretat de les Nacions Unides fou adoptada per unanimitat el 30 d'agost de 2010. Després de recordar les resolucions anteriors sobre Israel i el Líban, incloses les resolucions 425 (1978), 426 (1978), 1559 (2004), 1680 (2006), 1701 (2006), 1773 (2007), 1832 (2008) i 1884 (2009), el Consell va ampliar el mandat de la Força Provisional de les Nacions Unides al Líban (UNIFIL) durant altres dotze mesos fins al 31 d'agost de 2011 i va convidar a totes les parts a respectar la Línia Blava.

## Resolució

### Observacions
El Consell de Seguretat va instar a totes les parts a aplicar plenament la resolució 1701 i reafirmar el compromís del Consell de Seguretat a aquest respecte. Va expressar la seva preocupació per la violació de la resolució el 3 d'agost de 2010 durant un enfrontament fronterer entre els Forces Armades Libaneses i les Forces de Defensa d'Israel prop del kibbutz israelià de Misgav Am i el poble libanès d'Adaisseh. El Consell va subratllar el ple compliment de l'embargament d'armes en la resolució 1701 i va demanar a totes les parts que respectessin la línia blava i ajudessin a fer-la clarament visible. També va recordar una petició del govern libanès per implementar una força internacional per ajudar-lo a exercir la seva autoritat a tot el territori i va afirmar la capacitat de la UNIFIL de prendre les mesures que consideri necessàries d'acord amb el seu mandat.

### Actes
En ampliar el mandat de la UNIFIL per un any més, el Consell va encomiar la força per establir un nou entorn estratègic al sud del Líban i la seva cooperació amb les Forces Armades libaneses. Va donar la benvinguda al desplegament d'una brigada addicional de les forces libaneses al sud i va demanar nous desplegaments d'acord amb la Resolució 1701. Es va demanar a totes les parts que evitessin hostilitats i violacions de la Línia Blava i que cooperessin plenament amb la UNIFIL i les Nacions Unides. Deplorant incidents recents de la UNIFIL, el Consell va convidar a totes les parts a respectar la seguretat i llibertat de moviment de l'operació.
Mentrestant, la resolució va demanar a les parts interessades que cooperessin amb el Consell de Seguretat i el Secretari General per tal de progressar cap a una solució a llarg termini i un permanent alto el foc. Va instar el Govern d'Israel a retirar-se immediatament les seves forces del nord de Ghajar i va reafirmar la seva crida a fer que la zona entre la Línia Blava i el riu Litani fos una zona lliure de personal armat excepte el de la UNIFIL i les forces nacionals libaneses.
Adreçant-se al secretari general, el Consell li va demanar que continués informant sobre l'aplicació de la resolució 1701 i va acollir amb satisfacció els esforços per implementar la seva política de tolerància zero en l'explotació sexual i l'abús sexual.
Finalment, la resolució va concloure subratllant la importància d'una pau justa i duradora a l'Orient Mitjà basada en les resolucions pertinents del Consell de Seguretat, inclosa les resolucions 242 (1967), 338 (1973), 1515 (2003) i 1850 (2008).